# Nikolai Bobrikov
Nikolái Ivánovich Bóbrikov (en ruso: Никола́й Ивáнович Бóбриков; San Petersburgo, 15 de enero de 1839-Helsinki, 17 de junio de 1904) fue un militar y político ruso.

## Biografía

### El ascenso dentro del ejército
Bóbrikov se graduó como oficial del Ejército ruso en 1858 y prestó servicios en el distrito militar de Kazán al frente de una división en Nóvgorod. Ascendió a coronel en 1869. Un año más tarde, se le transfirió a San Petersburgo para realizar funciones especiales en la Guardia Imperial. Esto le dio acceso a la corte imperial. En 1878 se convirtió en general de división.

### Gobernador General de Finlandia
En 1898 el zar Nicolás II lo nombró gobernador general de Finlandia. Bóbrikov fue a la vez odiado y temido por la población finlandesa debido a sus actuaciones; consideraba que Finlandia era todavía un país extranjero que amenazaba Rusia. En 1899 Nicolás II firmó el «Manifiesto de febrero», que marcó el comienzo de los llamados «años de opresión» (sortovuodet). En este manifiesto, el zar decretaba que las leyes del Imperio prevalecerían sobre las de Finlandia. Medio millón de finlandeses firmaron una petición pidiendo que Nicolás II revocara el manifiesto, pero este ni siquiera quiso recibir a la delegación que llevaba la petición.
En 1900 Bóbrikov decretó que toda la correspondencia entre las oficinas gubernamentales debía escribirse en ruso y la utilización de la lengua rusa en las escuelas finlandesas. En 1901 se suprimió el Ejército finlandés, lo que supuso que, a partir de ese momento, los reclutas finlandeses podían verse obligados a servir con el Ejército ruso en cualquier parte del imperio. En la primera leva, en 1902, solo se presentó el 42 % de los llamados a filas. En 1905 se abolió el reclutamiento obligatorio puesto que los finlandeses fueron considerados como poco fiables desde un punto de vista militar.

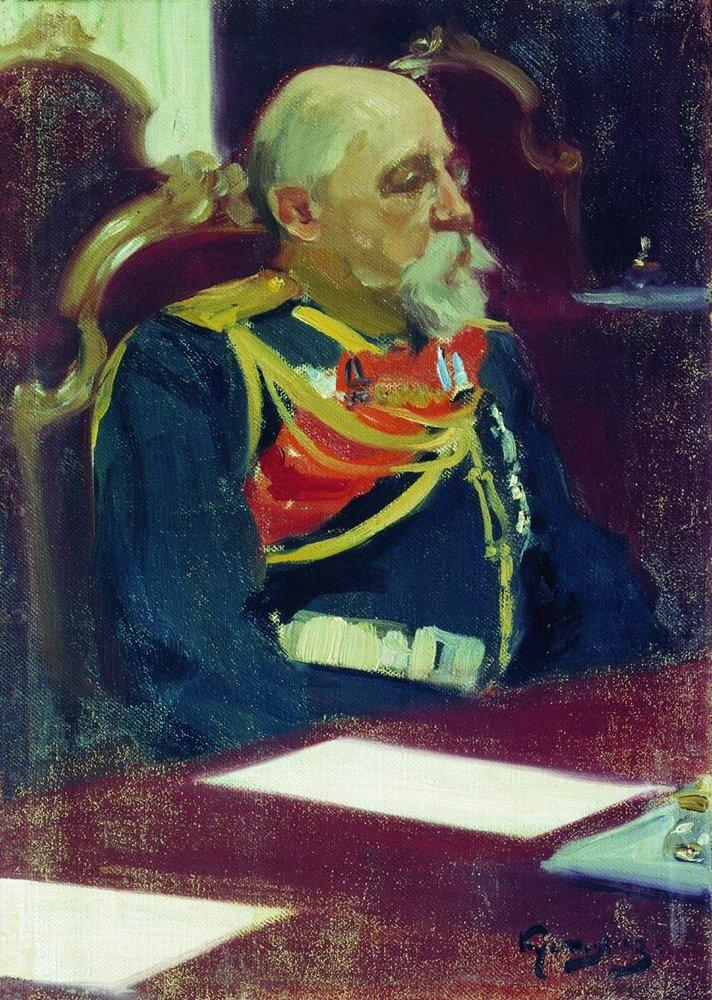
Nikolái Bóbrikov, pintado por Borís Kustódiev (1902-1903).

En 1903 Bóbrikov recibió del zar poderes dictatoriales de modo que, a partir de ese momento, podía destituir a los funcionarios del Gobierno y prohibir los diarios. El 16 de junio de 1904, Bóbrikov fue víctima de un atentado perpetrado por Eugen Schauman en Helsinki. Schaumann disparó a Bóbrikov tres veces, antes de hacerlo dos veces contra sí mismo. Schaumann murió instantáneamente y Bóbrikov murió esa noche en el hospital.
El asesinato de Bóbrikov tuvo lugar el mismo día que indica la novela Ulises de James Joyce, y es mencionado brevemente en el libro.